# Yanomamius waikoshiemi
Yanomamius waikoshiemi es una especie de tarántula del género Yanomamius, familia Theraphosidae. Fue descrita por Bertani y Almeida en 2006. En uno de los estudios anteriores de Bertani, investigó una tarántula recolectada por los yanomami como fuente de alimento. Basándose en el material limitado disponible para el estudio (dos hembras adultas y una araña inmadura), la especie se colocó en Holothele. Al año siguiente, fue trasladada al recién creado género Guyruita debido, en parte, a la forma multilobulada de sus espermatecas. Cuando se encontró y describió el primer macho, las características diagnósticas no coincidían con las de Holothele o Guyruita, por lo que se creó un nuevo género para Y. waikoshiemi y otras tres especies estrechamente relacionadas. Se encuentra en Brasil.